# Schloss Gärbershof
Schloss Gärbershof ist ein abgegangenes Schloss und lag in dem seit 1972 zur oberpfälzischen Stadt Amberg gehörenden Ortsteil Gärbershof. Die abgegangene Burgstelle liegt ca. 1500 m südöstlich der Stadtkirche von Amberg; untertägige, aber archäologisch nicht erschlossene Baureste sind noch vorhanden.

## Geschichte
Nach der Burggedingsurkunde des pfälzischen Kurfürsten Ruprecht I. von 1358 zählte Gerbershof zu den außerhalb der Stadt Amberg liegenden Orten, die außerhalb des Burggedings bleiben sollten. 1411 war der Landrichter Altmann Kemnather Besitzer des Schlosses bzw. des Gutes Gärbershof. Auf ihn folgte Hans Kastner, der auch den Hammer Unterschnaittenbach besaß. Gemäß seinem Testament ging Gärbershof an seinen Neffen Peter Kastner. Dieser verkaufte es 1456 an Christoph, Pfleger zum Haymhoff und Schwager des Peter Kastners, und Heinrich Scharpfenberger von der Burg Scharpfenberg, gab das Eigentum aber erst nach Gerichtsbeschluss an die Scharpfenberger heraus. Heinrich Scharpfenberger zahlte noch im Dezember des gleichen Jahres seinen Bruder Christoph aus und wurde Alleinbesitzer von Gärbershof. Aufgrund von Schulden veräußerte er diesen Besitz an Endres Schober, von dem es Konrad Scharpfenberger, Richter und Kastner zu Vilseck, 1496 wieder zurückerwerben konnte. Auf den Scharpfenberger folgte Jörg Pirkner, der auch das Schloss Spitz in Altammerthal besaß. Auf ihn folgte 1518 der Rentmeister Kaspar Honhammer, der ebenfalls bis zu seinem Tod († 1541/44) das Schloss Spitz besaß. Sein Erbe Urban Honhammer verkaufte den Besitz 1594 an Dr. Balthasar Steinhauser, der als Nichtadeliger die Landsassenfreiheit mit 500 fl erkaufen musste. Aufgrund von Schulden musste er den Besitz 1622 an den Amberger Bürgermeister Meyer verkaufen; da hierfür die Zustimmung von der Regierung nicht erlangt wurde, veräußerte er es 1623 an den Statthalter Lorenz Freiherr von Wensin († 1626). Seine Witwe verkaufte den Besitz im Jahr seines Todes an Johann Georg Prunner zu Brunnhofen. Bereits 1928 ist Hans Thoma von Fronhaim im Besitz des Gutes. Von ihm ging Gärbershof 1652 an das Collegium Societatis Jesu; nach der Auflösung des Jesuitenordens 1773 kam das Gut 1782 an den Malteserorden und wurde vom Staat 1799 eingezogen.

## Baulichkeit
Im Stadtmuseum Amberg zeigt das sog. Schwaigersche Relief von 1615 das „Schloss Gerbershoff“. Danach war das Schloss ein dreigeschossiger Bau mit Nebengebäuden. Es wurde von einer Mauer mit einem Tor umschlossen. Nach Süden und Osten war es durch Weiher abgesichert. Wann es genau abgegangen ist, ist nicht bekannt.